# K. Charśnicki
K. Charśnicki nie Ph. (zm. 5 lutego 1686 w Krzyżanowicach koło Pińczowa) – polski kompozytor, norbertanin.
Można go z pewnym prawdopodobieństwem utożsamić z Andrzejem Chaśnickim, proboszczem w Krzyżanowicach 1683-1686. W 1674 – już jako zakonnik – uzyskał stopień bakałarza w Akademii Krakowskiej, a w 1681 – magistra. Od 1683 proboszcz w Krzyżanowicach. W Bibliotece Jagiellońskiej (rękopis 5272) zachowały się 2 koncerty wokalno-instrumentalne Charśnickiego: Aeterna Christi munera na 2 Cantus, Altus, Tenor, Bassus, 2 violoni, via, basso continuo, Rex gloriose martyrum na 2 Cantus, Altus, Tenor, Bassus, 2 violini, 2 viole (lub trni), viola alta, viola tenor, basso continuo. W obu kompozycjach wykorzystane zostały ówczesne melodie odpowiednich hymnów.